# Batalla de Dunkerque (1639)
La batalla de Dunkerque fue una batalla naval librada cerca de Dunkerque el 18 de febrero de 1639 durante la Guerra de los Treinta Años (1618-1648) dentro del contexto de la Guerra de los Ochenta Años (1568-1648) entre Provincias Unidas de los Países Bajos y España.

## Desarrollo de la batalla
La flota neerlandesa se encontraba bajo el mando del almirante Maarten Tromp, en tanto que el escuadrón español estaba bajo el mando del almirante Miguel de Horna, comandante de la flota de Flandes, que zarpó de Dunkerque a principios de 1639 para unirse a la armada del almirante Antonio de Oquendo en La Coruña, con 2.000 soldados valones a bordo de cinco barcos. En las aguas del canal de la Mancha la flota española fue atacada por una flota holandesa de 17 barcos. 
Luego de una batalla de cuatro horas de Horna se vio obligado a regresar a Dunkerque dejando atrás a dos de sus galeones, mientras que un tercer galeón al mando de Matías Rombau encalló y fue quemado por su tripulación. A pesar de su éxito en detener la incursión, muchos de los buques de Tromp sufrieron graves daños, y el almirante holandés se vio obligado a abandonar el bloqueo. Por lo tanto, de Horna, después de la reparación de su escuadrón, fue capaz de cumplir con su misión.
A pesar de su inferioridad numérica las pérdidas españolas ascendieron a 600 entre muertos o heridos, mientras que las neerlandesas tuvieron 1700 muertos o heridos.